# Bruna Benites
Bruna Beatriz Benites Soares, mais conhecido como Bruna Benites (Cuiabá, 16 de outubro de 1985), é uma futebolista brasileira que atua como zagueira. Atualmente joga no Internacional.
Em sua Carreira conquistou a Copa Mercosul de Futebol Feminino em 2008, o Campeonato Paranaense, o Campeonato Amazonense a Copa do Brasil, o Campeonato Paulista, a Libertadores da América e Mundial de Clubes.
Pela Seleção, conquistou a Copa América em 2014 e quarto lugar nos Jogos Olímpicos de 2016.

## Carreira
Bruna começou sua carreira em 2007 no Mixto Esporte Clube, em Cuiabá. Lá, foi campeã da Copa Mercosul de Futebol Feminino em 2008. Em novembro do mesmo ano a atleta foi jogar no Esporte Clube Comercial. A jogadora não teve muita sequência no clube, pois largou o esporte para se dedicar aos estudos, formando-se em Fisioterapia. Mas, voltou ao futebol em 2011 a pedido da mãe e jogou no Foz Cataratas FC, lá conquistou o bicampeonato paranaense (2011-2012), a Copa do Brasil de 2011. Em 2012 foi convocada pela primeira vez para os Jogos Olímpicos de Londres. 
Em 2013, a jogadora foi para a equipe do São José Esporte Clube e conquistou o Campeonato Paulista,a Libertadores da América e Mundial de Clubes em 2014. Em sua última passagem pelo Brasil, foi campeã amazonense pelo Iranduba.
Com a seleção Brasileira conquistou a copa América em 2014 e quarto lugar nos Jogos Olímpicos de 2016.
Além disso passou por dois clubes dos principais centros do esporte no planeta, na Noruega e nos Estados Unidos. Em 2017, teve novamente uma passagem pelo Iranduba e, no ano seguinte, foi contratada pelo clube chinês, o Meizhou Huijun , onde conquistou a segunda divisão do país asiático.
Em junho de 2019 Bruna foi contratada pelo Sport Club Internacional.

## Homenagem
Em 2015, Bruna foi homenageada pelo Artista Luciano D10 em uma música Rap, sendo uma das primeiras atletas a ser homenageada no futebol feminino com uma música, A faixa "Capitã Bruna Benites" cita a carreira e os títulos conquistado pela atleta em 2014.

## Títulos
- Campeonato Paranaense - 2011
- Copa do Brasil - 2011
- Campeonato Paranaense - 2012
- Copa do Brasil - 2013
- Copa Libertadores da América 2013
- Copa América - 2014
- Campeonato Paulista - 2014
- Copa Libertadores da América - 2014
- Campeonato Mundial de Clubes - 2014

## Clubes
- Mixto Esporte Clube: 2008
- Esporte Clube Comercial: 2008
- Foz Cataratas Futebol Clube: 2011 -2012
- São José Esporte Clube: 2013-2014
- Meizhou Huijun: 2018
- Sport Club Internacional: 2019